# فوسفونيوم

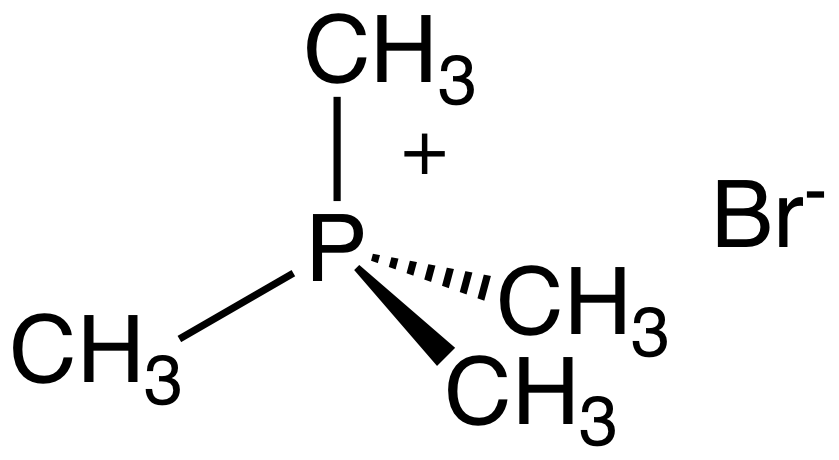
أحد الأمثلة على أملاح الفوسفونيوم هو مركب بروميد رباعي ميثيل الفوسفونيوم.

الفوسفونيوم (أو الفوسفينيوم) هو كاتيون لذرة الفوسفور يستحصل عليه عند ارتباط أربع ذرات مع ذرة الفوسفور المركزية ذات حالة الأكسدة -3؛ بالتالي فهو أيون متعدد الذرات +PR4 حيث يمكن أن تكون فيها R إما ذرة هيدروجين أو ألكيل أو أريل أو هاليد.
تعد أملاح الفوسفونيوم مشابهة بنيوياً لأملاح الأمونيوم؛ وهي ذات بنية جزيئية رباعية السطوح وغالباً ما تكون عديمة اللون.